# 34063 Mariamakarova
34063 Mariamakarova este o planetă minoră (asteroid), cu un diametru de 2,009 km, din centura de asteroizi. A fost descoperită pe 31 iulie 2000 la Experimental Test Site⁠(d) de Lincoln Near-Earth Asteroid Research. 
Obiectul prezintă o orbită caracterizată de o semiaxă mare de 2,3237568 UAi, o excentricitate de 0,2, o înclinație de 5,15206 ° în raport cu ecliptica.